# Eugeniusz (Rieszetnikow)
Eugeniusz, imię świeckie Walerij Giermanowicz Rieszetnikow (ur. 9 października 1957 w Kazachskiej SRR) – rosyjski biskup prawosławny, od 2018 r. zwierzchnik samorządnego Estońskiego Kościoła Prawosławnego.

## Życiorys
Urodził się na terytorium Kazachskiej SRR, ale dzieciństwo i młodość przeżył w Kirowie, gdzie ukończył szkołę podstawową i uczył się w technikum budowlanym. Po odbyciu służby wojskowej podjął pracę w kancelarii eparchii kirowskiej, był także hipodiakonem miejscowego biskupa Chryzanta. Jest absolwentem seminarium duchownego (1983) i Akademii Duchownej w Moskwie (1987).
Wieczyste śluby zakonne złożył jeszcze jako student 27 lipca 1986; 3 sierpnia i 28 sierpnia tego samego roku przyjmował kolejno święcenia diakońskie i kapłańskie. W marcu 1988 otrzymał godność igumena. 1 stycznia 1989 został archimandrytą. 16 listopada 1990 objął stanowisko inspektora Moskiewskiej Akademii Duchownej; 6 sierpnia 1991 został przeniesiony do Stawropola, by objąć funkcję rektora seminarium duchownego.
16 kwietnia 1994 miała miejsce jego chirotonia na biskupa wieriejskiego, wikariusza eparchii moskiewskiej. 18 lipca 1995 został mianowany rektorem Moskiewskiej Akademii Duchownej. Od 18 lipca 1999 jest również zastępcą przewodniczącego komisji teologicznej przy Świętym Synodzie Rosyjskiego Kościoła Prawosławnego. Od 25 lutego 2000 nosił tytuł arcybiskupa wieriejskiego, zaś od 11 kwietnia 2004 jest profesorem Moskiewskiej Akademii Duchownej.
W 2018 r. wybrany zwierzchnikiem Estońskiego Kościoła Prawosławnego. W tajnym głosowaniu na soborze duchowieństwa i świeckich tegoż Kościoła, jaki odbył się 29 maja 2018 r. w soborze św. Aleksandra Newskiego w Tallinnie, uzyskał 74 głosy, podczas gdy na jego kontrkandydata, biskupa narewskiego Łazarza, głosowało 37 delegatów. Uroczysty ingres na katedrę tallińską miał miejsce w dniach 16–17 czerwca 2018 r. w soborze św. Aleksandra Newskiego w Tallinnie.
W 2024 r., w związku z brakiem potępienia przez Eugeniusza rosyjskiej agresji na Ukrainę mimo wielokrotnych apeli, władze estońskie nie przedłużyły mu prawa do czasowego pobytu i wezwały biskupa do opuszczenia kraju. Eugeniusz wyjechał z Estonii 6 lutego 2024 r.